# Provvidenti
Provvidenti – miejscowość i gmina we Włoszech, w regionie Molise, w prowincji Campobasso.
Według danych na rok 2004 gminę zamieszkiwało 166 osób, 12,8 os./km².